# Lista de deputados estaduais de Goiás da 2.ª legislatura
Esta é a lista de deputados estaduais de Goiás para a legislatura 1951–1955. Nas eleições, foram eleitos 32 deputados.

## Composição das bancadas
| Partido | Líder                          | Bancada | Posição  |
| ------- | ------------------------------ | ------- | -------- |
| PSD     | Felipe Santa Cruz Serradourada | 15 / 32 | Governo  |
| UDN     | Emival Ramos Caiado            | 9 / 32  | Oposição |
| PSP     | Nicanor de Faria e Silva       | 5 / 32  | Oposição |
| PTB     | Luiz Ângelo Milazzo            | 3 / 32  | Governo  |

## Deputados estaduais
Estavam em jogo as 32 cadeiras da Assembleia Legislativa de Goiás.
| Número | Deputados estaduais eleitos    | Partido | Votação | Percentual | Cidade onde nasceu    | Unidade federativa |
| 41954  | Berenice Teixeira Artiaga      | PSD     | 3.859   | 2,59%      | Santa Cruz de Goiás   | Goiás              |
| 41494  | Serafim de Carvalho            | PSD     | 3.279   | 2,20%      | Jataí                 | Goiás              |
| 41452  | Wilson da Paixão               | PSD     | 2.740   | 1,84%      | Catalão               | Goiás              |
| 41277  | Antônio Bertoldo de Souza      | PSD     | 2.707   | 1,82%      | Silvânia              | Goiás              |
| 41184  | José de Souza Porto            | PSD     | 2.645   | 1,77%      | Posse                 | Goiás              |
| 46745  | João Netto de Campos           | PSP     | 2.638   | 1,77%      | Catalão               | Goiás              |
| 22404  | Emival Caiado                  | UDN     | 2.270   | 1,52%      | Goiás                 | Goiás              |
| 46225  | Walfredo de Campos Maia        | PSP     | 2.257   | 1,51%      | Botucatu              | São Paulo          |
| 41177  | Celestino Filho                | PSD     | 2.242   | 1,50%      | Corumbaíba            | Goiás              |
| 41563  | Castro Costa                   | PSD     | 2.238   | 1,50%      | Trindade              | Goiás              |
| 22796  | Diógenes Dolival Sampaio       | UDN     | 2.170   | 1,45%      | Catalão               | Goiás              |
| 41847  | José Feliciano Ferreira        | PSD     | 2.166   | 1,45%      | Jataí                 | Goiás              |
| 22962  | Hélio Seixo de Brito           | UDN     | 2.154   | 1,44%      | Goiás                 | Goiás              |
| 41388  | Sebastião Gonçalves de Almeida | PSD     | 2.118   | 1,42%      | Jaraguá               | Goiás              |
| 41476  | Felipe Santa Cruz              | PSD     | 2.107   | 1,41%      | Palmeiras de Goiás    | Goiás              |
| 41255  | Jerônimo Pinheiro de Abreu     | PSD     | 2.081   | 1,39%      | Itaberaí              | Goiás              |
| 22460  | Vilmar Guimarães               | UDN     | 2.054   | 1,38%      | Rio Verde             | Goiás              |
| 22737  | Osmar Sampaio                  | UDN     | 2.046   | 1,37%      | Ribeirão Bonito       | São Paulo          |
| 41242  | Jair Abrão Estrela             | PSD     | 2.044   | 1,37%      | Ipameri               | Goiás              |
| 22561  | José de Assis Moraes           | UDN     | 2.038   | 1,37%      | Silvânia              | Goiás              |
| 22914  | Lisboa Machado                 | UDN     | 1.992   | 1,33%      | Monte Alegre de Minas | Minas Gerais       |
| 41819  | Sebastião de Almeida Guerra    | PSD     | 1.985   | 1,33%      | Inhumas               | Goiás              |
| 22514  | Manoel Demóstenes              | UDN     | 1.982   | 1,33%      | Jaraguá               | Goiás              |
| 22732  | Antônio José de Oliveira       | UDN     | 1.941   | 1,30%      | Monte Alegre de Goiás | Goiás              |
| 41555  | Floriano Gomes da Silva        | PSD     | 1.903   | 1,27%      | Paraúna               | Goiás              |
| 41521  | Maurício Neto Martins          | PSD     | 1.848   | 1,24%      | Goiandira             | Goiás              |
| 46429  | Clodoveu Alves de Castro       | PSP     | 1.571   | 1,05%      | Itaberaí              | Goiás              |
| 14641  | Antônio de Queiroz Barreto     | PTB     | 1.561   | 1,04%      | Goiás                 | Goiás              |
| 46392  | Nicanor Silva                  | PSP     | 1.502   | 1,00%      | Itaberaí              | Goiás              |
| 46589  | Salviano de Jesus Guimarães    | PSP     | 1.374   | 0,92%      | Planaltina            | Goiás              |
| 14533  | Luiz Ângelo Milazzo            | PTB     | 1.318   | 0,88%      | Juiz de Fora          | Minas Gerais       |
| 14105  | João Pires Vieira              | PTB     | 1.318   | 0,88%      | Tocantins             | Minas Gerais       |